# Chuối nướng
Chuối nướng hay còn gọi là chè chuối nướng, là một món ăn bắt nguồn từ tỉnh Bến Tre lan ra khắp các tỉnh miền Tây rồi đến Sài Gòn.
Đây là một món ăn đường phố có vị ngọt của chuối thêm vị béo của nước dừa nướng trên bếp than đỏ hồng toả ra mùi thơm đánh thức vị giác của người đi đường.
Ờ Sài Gòn, rất ít nơi bán chuối nướng cố định vì chuối nướng thường được bán trên các xe đẩy đi khắp ngỏ ngách, đường phố Sài Gòn.

## Nguyên liệu
Nguyên liệu làm món chuối nướng rất đơn giản: chuối sứ chín, gạo nếp, trái dừa khô lớn, bột báng, đậu phộng rang vàng giã nhỏ, lá chuối hoặc giấy bạc.

## Quy trình thực hiện
Nấu nước dừa bột báng: 
Bột báng đem ngâm nước, cho lên bếp nấu với chút nước cho bột hơi nở mềm là vừa, trút ra rổ. Vắt lấy nước cốt dừa, hòa sẵn nước với bột năng sền sệt, cho nước cốt dừa lên bếp nêm muối muối,đường, nước dừa sôi nhẹ cho chén bột vào khuấy đều, cho tiếp bột báng vào sôi nhẹ bắc xuống, cho vào chút bột vani, bạn chú ý chế biến nồi nước dừa này sao cho hơi sền sệt, bột báng không nở to quá, có vị hơi mặn một chút và không ngọt lắm mới thấy đựợc vị béo ngậy, mới đúng là nước dừa của chuối nướng 
Chuối bóc vỏ gỡ sạch lụa, cắt đầu đen.
Vo nếp rồi nấu, cơm nếp chín để nguội, lấy dừa nạo cho vào nếp.

## Thưởng thức
Trái chuối sau khi lột vỏ, cắt gọt những chỗ thâm đen thì được gói lại trong lớp nếp mỏng, bọc bên ngoài là lá chuối. Sau đó, đem thành phẩm này nướng trên bếp than. Sau vài phút, trái chuối bọc nếp sẽ chín vàng. Gỡ lớp lá chuối bị cháy ra, bỏ trái chuối vào dĩa, cắt thành từng lát rồi rưới lên đó lớp nước dừa cho mềm môi, và đừng quên những hạt đậu phộng giòn tan béo bùi.